# رود ساخرای
رود ساخرای (انگلیسی: Sakhray) یک رودخانه در استان آدیغیه کشور روسیه است.